# Territori Federal de Lagos
El territori federal de Lagos (o Territori de Lagos) fou una entitat que es va establir el 7 de juliol de 1954 ocupant 70 km² a Lagos Island i Lagos Mainland, segregat de la colònia de Lagos. La resta de la colònia va quedar dins de la regió Occidental de Nigèria. Des de 1957 el territori federal de Lagos va ser governat per un ministre especial, i va ser com la quarta regió de Nigèria però amb un administració diferent i menys autònoma i un govern resultant del conjunt del país i no de la pròpia Lagos. Els dos ministres que la van governar van pertànyer al Congrés dels Pobles del Nord. El 1966 el cop d'estat militar va deixar la ciutat com qualsevol altra del país, fins que es va formar l'estat de Lagos el 1967.

## Oficial Administratiu en cap
- 1956 - 1957 T.F. Barker

## Ministres d'Afers de Lagos
- 1957 - 1960 Muhammadu Ribadu
- 1960 - 1966 Mallam Musa Yar'Adua